# Lavender Languages and Linguistics Conference
A Lavender Languages and Linguistics Conference é uma conferência internacional para linguística LGBT e outras pesquisas e estudos de discurso relacionados a línguas queer. Ele fornece um lugar para estudos emergentes em linguística queer. A conferência é a conferência de estudos LGBT mais antiga nos EUA.
Em 2017, a conferência expandiu-se para um Summer Institute com 10 dias de discussão em aula, oportunidades de pesquisa e conversas informais explorando tópicos de interesse atual em estudos de linguagem e sexualidade, linguística queer e vários temas da linguagem lavanda.

## Histórico
A Lavender Languages and Linguistics Conference foi fundada em 1993 por William Leap para coincidir com a Marcha em Washington pela Igualdade de Direitos e Libertação de Lésbicas, Gays e Bi. Na época, a pesquisa sobre esses temas era considerada marginal na linguística, e a conferência era um local fundamental para os pesquisadores se reunirem para discutir questões da área. Na 20ª conferência, houve mais de 80 apresentações e 150 participantes. A conferência foi realizada anualmente na American University em Washington, DC até 2017, quando a conferência começou a mudar a cada ano.
Uma meta-síntese de resumos de conferências de Paul Baker e publicada no capítulo de Milani no The Oxford Handbook of Language and Society encontrou os primeiros trabalhos apresentados na conferência focados na existência de "linguagem gay" como Polari e "linguagem lésbica". Em linha com a trajetória da área, trabalhos mais recentes concentraram-se em como várias características linguísticas indexam diferentes identidades.
O Journal of Language and Sexuality (embora não esteja oficialmente vinculado ao LavLang) está intimamente afiliado à conferência. Era um local estabelecido para publicar pesquisas em linguística queer.

## Conferências
| Número | Ano  | Data      | Universidade anfitriã                    | Cidade                   | País           | Website | Notas |
| ------ | ---- | --------- | ---------------------------------------- | ------------------------ | -------------- | ------- | --- |
| 1st    | 1993 | abril     | American University                      | Washington, D.C.         | Estados Unidos |         | |
| 2nd    | 1994 |           | American University                      | Washington, D.C.         | Estados Unidos |         | |
| 3rd    | 1995 |           | American University                      | Washington, D.C.         | Estados Unidos |         | |
| 4th    | 1996 | Setembro  | American University                      | Washington, D.C.         | Estados Unidos |         | Palestrantes principais: Ellen Lewin, Charles Nero, Deborah Tannen, Riki Ann Wilchins |
| 5th    | 1997 |           | American University                      | Washington, D.C.         | Estados Unidos |         | |
| 6th    | 1998 |           | American University                      | Washington, D.C.         | Estados Unidos |         | |
| 7th    | 1999 |           | American University                      | Washington, D.C.         | Estados Unidos |         | |
| 8th    | 2000 |           | American University                      | Washington, D.C.         | Estados Unidos |         | |
| 9th    | 2002 | Fevereiro | American University                      | Washington, D.C.         | Estados Unidos |         | |
| 11th   | 2003 |           | American University                      | Washington, D.C.         | Estados Unidos |         | |
| 12th   | 2004 |           | American University                      | Washington, D.C.         | Estados Unidos |         | |
| 13th   | 2005 |           | American University                      | Washington, D.C.         | Estados Unidos |         | |
| 14th   | 2006 |           | American University                      | Washington, D.C.         | Estados Unidos |         | |
| 15th   | 2008 |           | American University                      | Washington, D.C.         | Estados Unidos |         | |
| 16th   | 2009 | Fevereiro | American University                      | Washington, D.C.         | Estados Unidos |         | Plenárias: Aren Aizura e Mary Weismantel |
| 17th   | 2010 | abril     | American University                      | Washington, D.C.         | Estados Unidos |         | Plenárias/Apresentações Especiais: Gibran Guido, Ellen Lewin, Andrew Tucker |
| 18th   | 2011 | Fevereiro | American University                      | Washington, D.C.         | Estados Unidos |         | Plenárias: Scott Kiesling, Carlos Decena, Sharif Mowlabocus |
| 19th   | 2012 | Fevereiro | American University                      | Washington, D.C.         | Estados Unidos |         | Eventos especiais: - Reporting and Writing Queer Temporalities (painel de discussão) - Voices from a Chorus (com participação de Paula Bresnan Gibson) - 1 Girl, 5 Gays and LGBTQ Discourses in School Settings (apresentando Philip Tetro) - A Reading from “The Bar Notebook” (com Bonnie Morris)                                                 |
| 20th   | 2013 | Fevereiro | American University                      | Washington, D.C.         | Estados Unidos |         | Eventos especiais: - Master Class com Tom Boellstorff - 20th Annual Conference Reception com AU Pride |
| 21st   | 2014 | Fevereiro | American University                      | Washington, D.C.         | Estados Unidos |         | Eventos especiais: - Critical Discourse Analysis Workshop com David Peterson - Premier of Reinterpreting Bukovac (A Documentary Film) - “American Orientation: Interpellation of the Gay Male Subject in Literary Narratives in Taiwan” com Ta-Wei Chi                                                                                              |
| 22nd   | 2015 | Fevereiro | American University                      | Washington, D.C.         | Estados Unidos |         | Plenário: Rusty Barrett |
| 23nd   | 2016 | Fevereiro | American University                      | Washington, D.C.         | Estados Unidos |         | |
| 24th   | 2017 | Abril     | University of Nottingham                 | Nottingham               | Reino Unido    |         | Palestrantes principais: Dr Helen Sauntson, York St John University (UK) e Professor Paul Baker, Lancaster University (UK). |
| 25th   | 2018 | April     | Rhode Island College                     | Providence, Rhode Island | Estados Unidos |         | Palestrantes principais: Mie Hiramoto (National University of Singapore) Margot Weiss (Wesleyan University) e Lal Zimman (University of California, Santa Barbara). |
| 26th   | 2019 | Maio      | Universidade de Gotemburgo               | Gothenburg               | Suécia         |         | Palestrantes principais: Erika Alm, University of Gothenburg, Sweden Mons Bissenbakker, University of Copenhagen, Denmark, Rodrigo Borba, Federal University of Rio de Janeiro, Brazil, Holly Cashman, University of New Hampshire, USA, Thabo Msibi, University of KwaZulu-Natal, South Africa                                                     |
| 27th   | 2021 | Maio      | California Institute of Integral Studies | San Francisco            | Estados Unidos |         | Palestrantes principais: Jack Halberstam, Columbia University e Elizabeth Freeman, University of California at Davis Originalmente planejada para ser realizada em 2020 em São Francisco, no California Institute of Integral Studies, a conferência foi adiada devido à pandemia de COVID-19 e eventualmente mudou para um formato online em 2021. |
| 28th   | 2022 | Maio      | Universidade de Catânia                  | Catânia                  | Itália         | [5]     | Palestrantes principais: J Calder, Adriana Di Stefano, Busi Makoni, Pietro Maturi, Tommaso M. Milani, Eva Nossem |
| 29th   | 2023 | Março     | Boise State University                   | Boise                    | Estados Unidos |         | Palestrantes principais: Nikki Lane, Luhui Whitebear, e a Plenary Roundtable "Lavender Languages Past, Present, and Future" |

## Lavender Languages Summer Institute
O Lavender Language Institute, um programa de verão que Leap fundou na Florida Atlantic University em 2017, oferece treinamento em linguística queer para estudantes de graduação, pós-graduação e outros interessados em estudos de linguagem e sexualidade.
| Número | Ano  | Data  | Universidade anfitriã             | Cidade     | Estado  | Notas |
| ------ | ---- | ----- | --------------------------------- | ---------- | ------- | --- |
| 1st    | 2018 | Junho | Universidade Atlântica da Flórida | Boca Raton | Flórida | |
| 2nd    | 2019 | Junho | Universidade Atlântica da Flórida | Boca Raton | Flórida | |
| 3rd    | 2021 | Junho | Universidade Atlântica da Flórida |            |         | Originalmente planejada para ser realizada pessoalmente em 2020 na Universidade Atlântica da Flórida, a conferência foi adiada devido à pandemia de COVID-19 e acabou sendo transferida para um formato online em 2021. |
| 4th    | 2022 | Junho | Universidade Atlântica da Flórida |            |         | |
| 5th    | 2022 | Junho | Universidade Atlântica da Flórida |            |         | |